# Pałac w Tarnówku
Pałac w Tarnówku (niem. Schloss Tarnau) – zabytkowy pałac we wsi Tarnówek w Polsce, w województwie dolnośląskim, w powiecie polkowickim, w gminie Polkowice.
Pałac zbudowany w stylu neorenesansowym w latach 70. XIX w. dla Hermana Landaua. W 1891 wchodził w skład dominium królewskiego Wilhelma II. Inicjały W. II. zwieńczone koroną znajdowały się we frontonie. Do 1945 właścicielką była Maria von Russ.